# Поляна (Шепетівський район)
Поля́на — село в Україні, у Судилківській сільській територіальній громаді Шепетівського району Хмельницької області. Населення становить 862 осіб.

## Географія
Селом протікає річка Дружня.

## Символіка
Затверджена 22 грудня 2021р. рішенням №9 XVI сесії сільської ради VIII скликання. Автори - В.М.Напиткін, І.В.Козак, Л.О.Мурга, В.В.Мельник.

### Герб
У зеленому щиті тринадцять срібних лелек з золотими лапам і дзьобами і чорним оперенням, що стоять на одній лапі: шість обернені вліво, два, один, два, один, шість – вправо, два, один, два, один; один більший підвищено в центрі, супроводжуваний знизу двома золотими шаблями в косий хрест. Щит вписаний в золотий декоративний картуш і увінчаний золотою сільською короною. Внизу картуша напис "ПОЛЯНА".
Герб символізує легенду про місцевого жителя Джиготу, що загинув при обороні села разом з дванадцятьма своїми синами.

### Прапор
На зеленому квадратному полотнищі тринадцять білих лелек з жовтими лапам і дзьобами і чорним оперенням, що стоять на одній лапі: шість обернені вліво, два, один, два, один, шість – вправо, два, один, два, один; один більший підвищено в центрі, супроводжуваний знизу двома жовтими шаблями в косий хрест.

## Історія
У 1906 році село Нучпали Хролинської волості Ізяславського повіту Волинської губернії. Відстань від повітового міста 39 верст, від волості 8. Дворів 220, мешканців 1231.

## Світлини

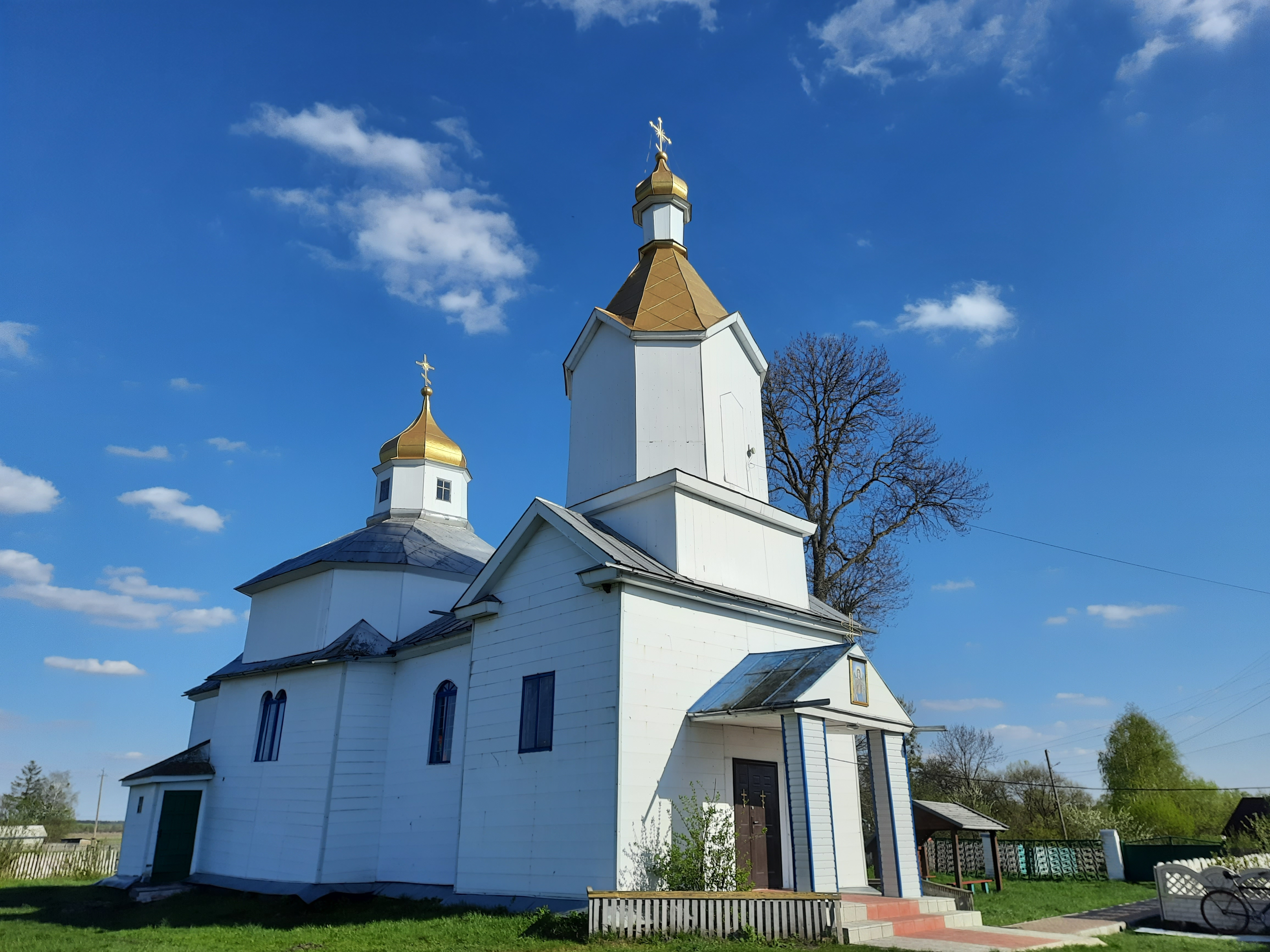
Михайлівська церква 1863р
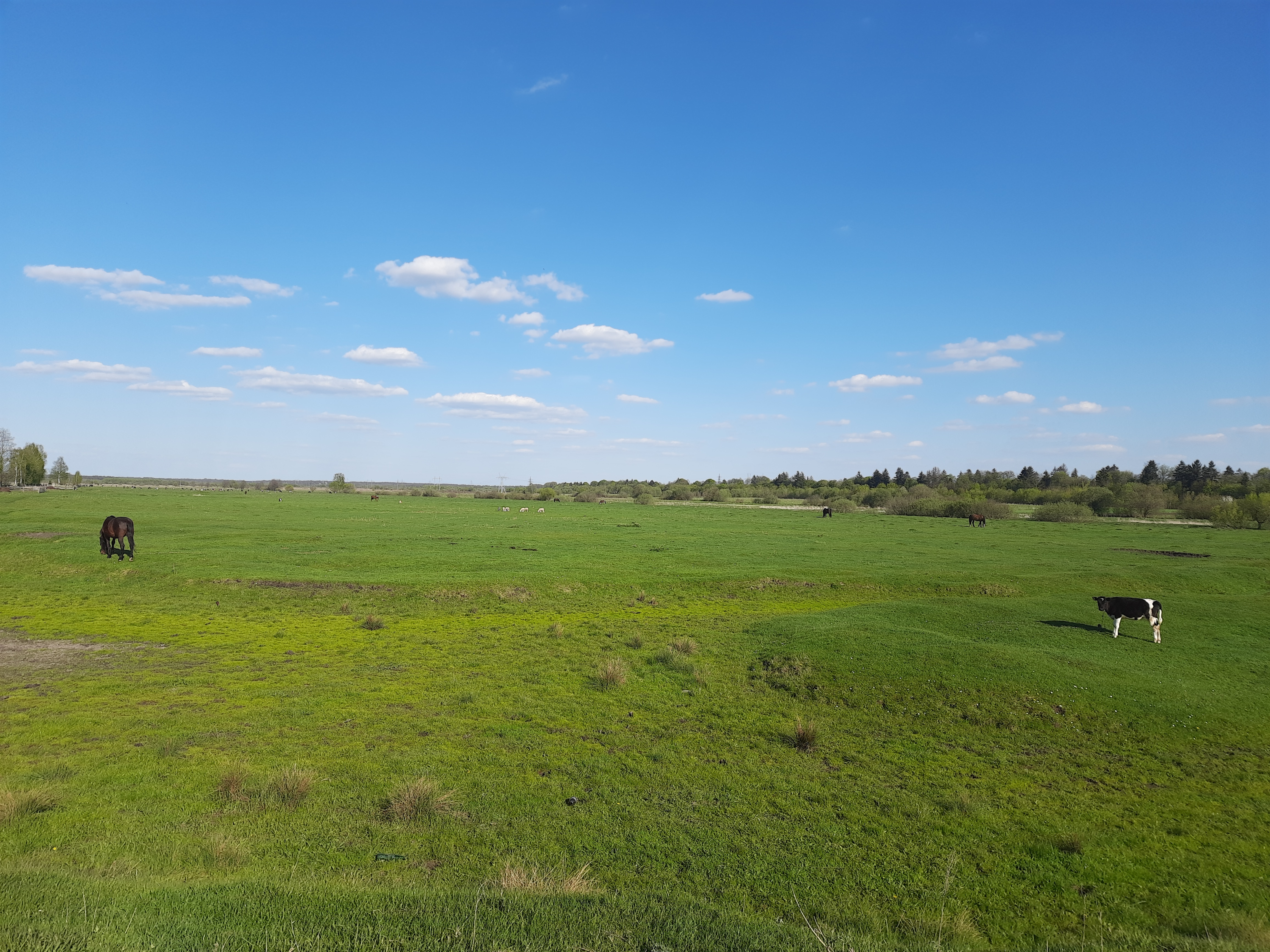
Краєвиди біля села
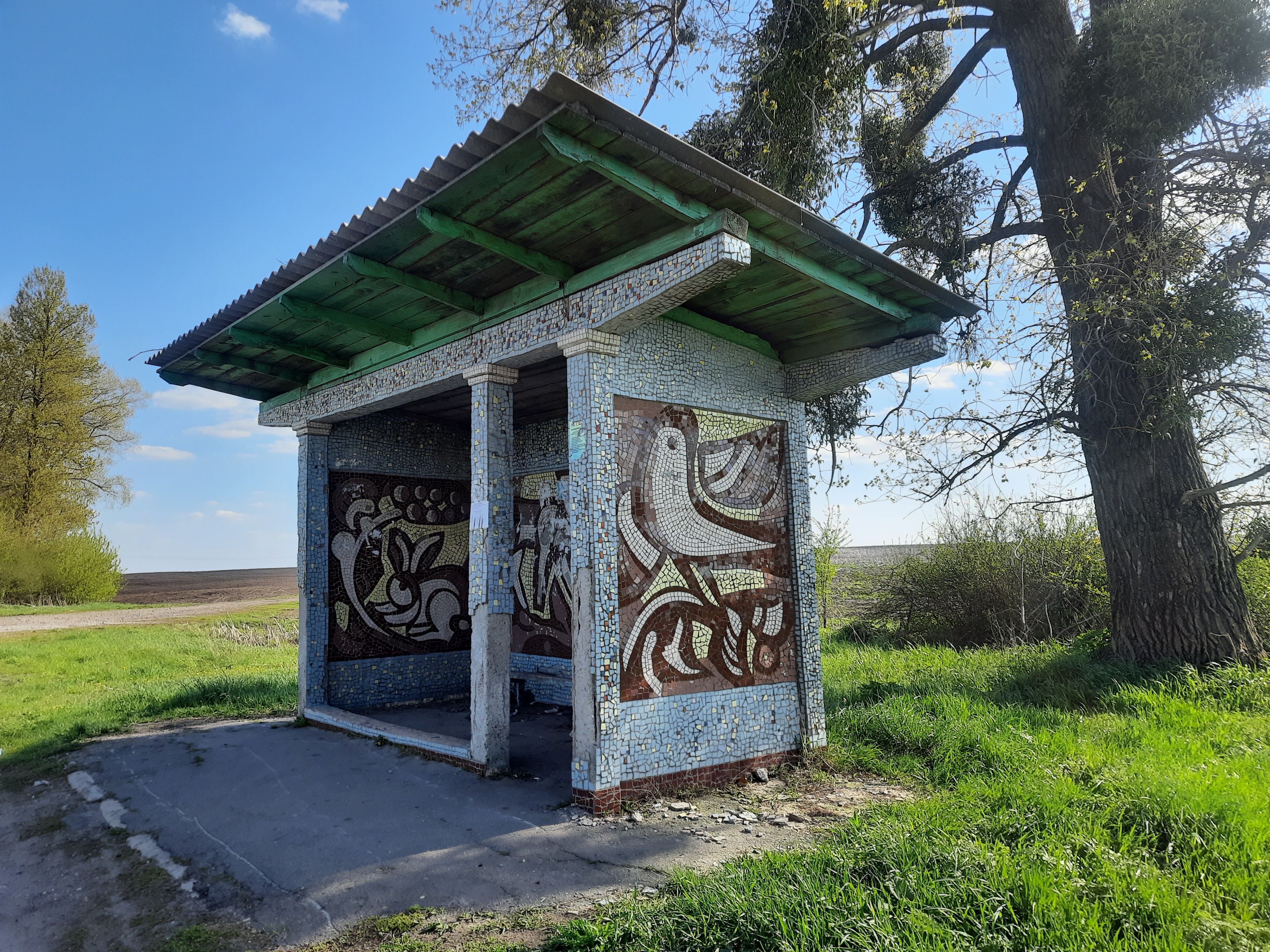
Автобусна зупинка на трасі біля села